# Giuseppe Milazzo
Giuseppe Milazzo (ur. 21 sierpnia 1977 w Palermo) – włoski polityk i samorządowiec, poseł do Parlamentu Europejskiego IX i X kadencji.

## Życiorys
W 2000 uzyskał dyplom z zakresu księgowości. Studiował potem prawo na Libera Università Maria Santissima Assunta, w 2012 został absolwentem nauk politycznych i stosunków międzynarodowych. Pracował na stanowiskach urzędniczych. W 1997 został radnym dystryktu VI w Palermo, a w 2001 objął funkcję przewodniczącego tego dystryktu. W 2007 zasiadał w radzie miejskiej Palermo.
W 2012 był kandydatem Ludu Wolności do Sycylijskiego Zgromadzenia Regionalnego XVI kadencji. Mandat objął w 2013 w miejsce Francesca Scomy, dołączając do klubu deputowanych Forza Italia. W 2016 zapowiedział przejście do Partii Demokratycznej. Po kilku miesiącach powrócił jednak do Forza Italia, a w 2017 z ramienia tej partii uzyskał reelekcję. Objął następnie funkcję przewodniczącego frakcji FI w sycylijskim parlamencie.
W wyborach europejskich w 2019 kandydował z listy FI w okręgu wyspiarskim, zajmując drugie miejsce wśród kandydatów swojej partii, której przypadł jeden mandat. Został jednak eurodeputowanym IX kadencji, gdy Silvio Berlusconi zrezygnował z objęcia mandatu eurodeputowanego w tym okręgu. W czerwcu 2021 przeszedł do partii Bracia Włosi. W 2024 z powodzeniem ubiegał się o reelekcję w wyborach do PE.